# عناصر مستوى فرعي d

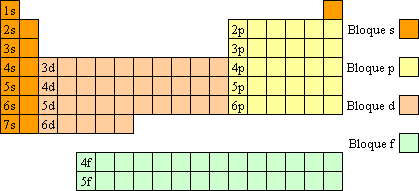

عناصر المستوى الفرعي d في الجدول الدوري للعناصر هي عناصر المجموعات التي تحتوى العناصر التي عندما تكون في الحالة الذرية الأرضية فإن الإلكترون الذي له أعلى طاقة يكون في المدار d. عناصر المستوى الفرعي d تعرف أيضا بانها الفلزات الانتقالية.
تتكون عناصر الفئة d من 10 أعمدة رأسية ،و 4 دورات أفقية ، وتحتوي علي 8 مجموعات كل مجموعة تحتوي علي عمود رأسي واحد بإستثناء المجموعة الثامنة VIII التي تتكون من 3 أعمدة رأسية ،و يبلغ عدد عناصر الفئة d (الفلزات الانتقالية) 40 عنصر .

## موضوعات متعلقة
- المستويات الفرعية بالجدول الدوري.
  - عناصر المستوى الفرعي s
  - عناصر المستوى الفرعي p
  - عناصر المستوى الفرعي f
- الشكل الإلكتروني